# Abu-Jàfar ad-Dabbí
Abu-Jàfar Àhmad ibn Yahya ibn Àhmad ibn Amira ad-Dabbí o, més senzillament, Abu-Jàfar ad-Dabbí (en àrab Abū Jaʿfar aḍ-Ḍabbī) fou un savi andalusí del segle xii, nascut a Vélez, a l'oest de Llorca. Va viatjar al nord d'Àfrica incloent Egipte, però va passar la major part de la seva vida a Múrcia. Va morir al començament del 1203.
Va escriure un diccionari biogràfic de savis andalusins (Búghyat al-multamis fi-tarikh rijal ahl al-Àndalus, publicat per Codera i Ribera el 1895) i una breu història dels musulmans a Hispània.